# Протоген
Протоген (близько 373/375 — 297 / 299 роки до н. е.) — видатний давньогрецький маляр, майстер живопису, скульптор, сучасник та друг Апеллеса.

## Життєпис
Народився у м. Кавн (Карія). Стосовно його родини немає відомостей. Ще замолоду перебрався до о. Родосу, де постійно мешкав та проживав близько 322–300 роках до н. е. Тут він набув загальногрецької слави, поступаючись лише Апеллесу. Мав багато замовлень не тільки у Родосі, а в Македонії, Афінах. Здебільшого йому робили замовлення або уряду елліністичних держав, або царі. Протоген був майстром колорістики, чудово робив фресковий живопис. На жаль жодної роботи Протогена наразі не збереглося. Розквіт діяльності Протогена приходиться на 323–303 роки до н. е. Після захоплення Родосу римлянами більшість робіт Протогена було перевезено до Риму, де вони й згинули.
У скульптурі Протоген мав менше досягнень. Здебільшого працював із бронзою.
Є легенда про відвідування Апеллесом Протогена на Родосі. Не заставши Протогена в майстерні, Апеллес накреслив на дошці найтоншу лінію і пішов. Протоген, дізнавшись по тонкощі лінії, хто у нього був, провів по ній ще більш тонку межу і розділив її уздовж. Повернувшись Апеллес найтоншим штрихом розсік й цю риску.

## Твори
Живопис та портрети:
- Парал й Гаммоній.
- Кідіппа.
- Тлеполем.
- Пан
- Портрет Александра Македонського.
- Портрет Антігона I Одноокого.
- Портрет матері Аристотеля.
- Портрет поета іліса
- Фесмофорії.
- Портрет Яліса (героя Родоса)
- відпочиваючий Сатір

Скульптура:
- Статуя атлетів (декілька варіантів).
- Озброєна фігара (в різних ракурсах)
- Особа під час жертвоприношення (декілька варіантів)
- Мисливець (декілька варіантів).